# Université préfectorale des sciences de la santé de Kagawa
L'université préfectorale des sciences de la santé de Kagawa (香川県立保健医療大学, Kagawa kenritsu hoken iryō daigaku) est une université publique du Japon située dans la ville de Takamatsu.